# Lasan Kromah
Lasannah V. Kromah, detto Lasan (Queens, 24 giugno 1991), è un cestista statunitense con cittadinanza liberiana.

## Statistiche

### College
| Anno       | Squadra            | PG  | PT | MP   | TC%  | 3P%  | TL%  | RP  | AP  | PRP | SP  | PP   |
| ---------- | ------------------ | --- | -- | ---- | ---- | ---- | ---- | --- | --- | --- | --- | ---- |
| 2009-2010  | GW Revolutionaries | 31  | 31 | 24,5 | 45,7 | 35,6 | 51,2 | 3,4 | 1,9 | 2,0 | 0,3 | 11,8 |
| 2011-2012  | GW Revolutionaries | 31  | 29 | 29,4 | 40,5 | 31,3 | 64,2 | 5,1 | 2,5 | 1,7 | 0,6 | 11,1 |
| 2012-2013  | GW Revolutionaries | 30  | 11 | 24,5 | 47,6 | 22,2 | 67,5 | 3,7 | 1,9 | 1,2 | 0,4 | 10,1 |
| 2013-2014† | UConn Huskies      | 40  | 17 | 22,4 | 43,3 | 33,9 | 68,9 | 2,7 | 1,2 | 1,1 | 0,4 | 6,1  |
| Carriera   | Carriera           | 132 | 88 | 25,0 | 44,0 | 32,0 | 62,5 | 3,6 | 1,8 | 1,5 | 0,4 | 9,5  |

## Palmarès
- NCAA: 1

Connecticut Huskies: 2014
- Coppa di Romania: 1

U-Cluj: 2018